# Parametr spowolnienia
Parametr spowolnienia – bezwymiarowa wielkość przyspieszenia Wszechświata występująca w teorii Wielkiego Wybuchu. Zdefiniowany jest on następująco:
{\displaystyle q=-{\frac {a{\ddot {a}}}{{\dot {a}}^{2}}},}
gdzie {\displaystyle a} jest funkcją czasu nazywaną czynnikiem skali. Kropki nad {\displaystyle a} oznaczają odpowiednio pierwszą i drugą pochodną tej funkcji po czasie.
Parametr spowolnienia związany jest też z gęstością masy we Wszechświecie. Związek ten można przedstawić w poniższy sposób:
{\displaystyle \rho ={\frac {3}{4\pi }}q\left({\frac {\dot {a}}{a}}\right)^{2}.}
Natomiast gęstość krytyczna Wszechświata jest definiowana jako:
{\displaystyle \rho _{c}={\frac {3}{8\pi }}\left({\frac {\dot {a}}{a}}\right)^{2}.}
W ten sposób można znaleźć związek pomiędzy obiema gęstościami a parametrem spowolnienia. Jeżeli przez {\displaystyle \Omega } oznaczymy stosunek prawdziwej gęstości Wszechświata do gęstości krytycznej, to otrzymamy:
{\displaystyle \Omega ={\frac {\rho }{\rho _{c}}}=2q.}
Zatem mierząc parametr spowolnienia {\displaystyle q,} możemy obliczyć gęstość {\displaystyle \rho .} Znając te wielkości, można z kolei wydedukować wielkoskalową strukturę Wszechświata:
- gdy {\displaystyle \Omega <1} – Wszechświat otwarty,
- gdy {\displaystyle \Omega >1} – Wszechświat zamknięty,
- jeśli natomiast {\displaystyle \Omega \approx 1} w taki sposób, że w jednych miejscach wartość {\displaystyle \Omega } jest lekko powyżej 1, w innych zaś lekko poniżej 1, to nie obowiązuje model Wszechświata Friedmana.

Oznaczmy teraz:
{\displaystyle {\frac {\dot {a}}{a}}=H(t)}
jako stałą Hubble’a.
Możemy znaleźć związek pomiędzy czynnikiem skali {\displaystyle a} w chwili {\displaystyle t_{0}} a parametrem spowolnienia w tej samej chwili {\displaystyle t_{0},} rozwijając {\displaystyle a(t)} wokół {\displaystyle t_{0}} w szereg Taylora:
{\displaystyle a(t)=a(t_{0})\left[1+H(t_{0})(t-t_{0})-{\frac {1}{2}}q(t_{0})H^{2}(t_{0}){(t-t_{0})}^{2}+\dots \right].}
Powyższy wzór przybiera bardziej dogodną postać gdy skorzysta się z pojęcia przesunięcia ku czerwieni:
{\displaystyle 1+z={\frac {a(t_{0})}{a(t)}}.}
Otrzymamy wtedy:
{\displaystyle z(t)=H(t_{0})(t_{0}-t)+\left(1+{\frac {1}{2}}q(t_{0})\right)H^{2}(t_{0})(t_{0}-t)^{2}+\dots }
Bywa, że interesuje nas informacja o czasie {\displaystyle t,} w którym galaktyki wysłały swoje światło, wtedy powyższą formułę przedstawiamy jako:
{\displaystyle t_{0}-t={\frac {z(t)}{H(t_{0})}}-\left(1+{\frac {1}{2}}q(t_{0})\right){\frac {z^{2}(t)}{H(t_{0})}}+\dots }